# 思提帕-卡普罗尼
思提帕-卡普罗尼(Stipa-Caproni，又被称为 Caproni Stipa)，是意大利卡普罗尼飞机公司的设计师路易吉·思提帕于1932年设计制作的实验性涵道式活塞螺旋桨动力机飞机。这部飞机在历史上被视为涡轮发动机飞机诞生的前奏。

## 飞机设计

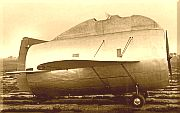
思提帕-卡普罗尼侧面图

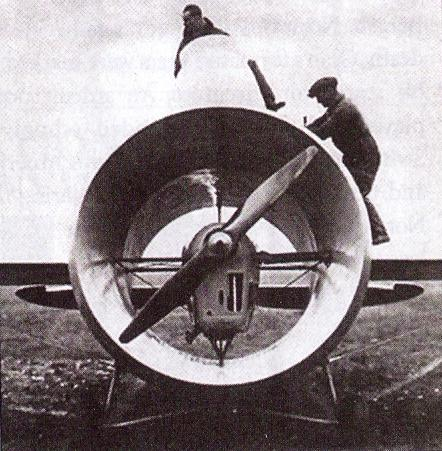
思提帕-卡普罗尼正面图，可以看到它的螺旋桨和空洞的机体。

## 复制品
在澳大利亚，Lynette Zuccoli和Aerotect Queensland制作了一台原机3/5大小的复制品，其精确度甚至连机身涂装和标志都一模一样地复制下来，并换上了一台意大利Simonini发动机。这部复制品在1998年开始制作，在2001年10月，他们成功完成了一次往返飞行，每次达到了600米远的飞行距离及6米的飞行高度。驾驶的飞行员Bryce Wolff表示飞行相当的稳定，和意大利测试飞行员于69年前的测试报告一样。 复制品自此以后从未起飞，现在澳大利亚做静态展示。

## 原型机参数
- 乘员：1至2人
- 长度：5.88米
- 翼展：14.28米
- 高度：3米
- 装载重量：800千克
- 动力：一台Havilland Gipsy III inline piston发动机，120马力（90千瓦）
- 螺旋桨：1
- 极速：131公里/小时
- 降落速度：68公里/小时